# Kosmos 2224
Kosmos 2224, ruski satelit sustava ranog upozorenja o raketnom napadu (SPRN, Система предупреждения о ракетном нападении) iz programa Kosmosa. Vrste je Prognoz (Oko-1 br. 7121).
Lansiran je 17. prosinca 1992. godine u 12:45 s kozmodroma Bajkonura (Tjuratam) u Kazahstanu, sa startnog kompleksa br. 200L. Lansiran je u geostacionarnu orbitu oko planeta Zemlje raketom nosačem Proton-K/DM-2 8K72K, s razgonskim blokom DM2. Orbita mu je 35.972 km u perigeju i 36.070 km u apogeju. Orbitna inklinacija mu je 2,23°. Spacetrackov kataloški broj je 22269. COSPARova oznaka je 1992-088-A. Zemlju obilazi u 1448,08 minutu. Pri lansiranju bio je mase 2200 kg.
Glavno tijelo je u orbiti. Četiri su se dijela satelita vratila u atmosferu, a jedan blok ostao je u geostacionarnoj orbiti.
Sustavom SPRN upravljale su zračne snage iz Ministarstva obrane. Prema ruskim službenim izvorima, sateliti ranog upozorenja mogli su otkriti lansiranje projektila unutar 20 sekunda od uzlijetanja. Svaki je satelit imao apogej od blizu 40.000 km. Po nekim je elementima bio sličan komunikacijskim satelitima Molnija, a ta mala razlika značajno je pogodila oblik satelitskog zemaljskog traga na sjevernoj polutci. Gravitacijske perturbacije pogađale su ove letjelice zbog visoka im perigeja i zato su periodično sprovodili manevre za očuvati prihvatljivi zemaljski trag. Uz to je argument perigeja postupno selio zbog varijacija u nagibu, što je prouzročilo promjene u obliku zemaljskog traga. Umjesto trošenja dodatnog goriva za spriječiti učinak pomaka perigeja, ruski kontrolori svemirskih letjelica promijenili bi satelitima rastući čvor. Ovo je imalo učinak "stabiliziranja" točke apogeja oko koje se izvodilo operacije pregledavanja.

## Vanjske poveznice
- N2YO.com Search Satellite Database
- Celes Trak SATCAT Format Documentation (engl.)
- Kunstman  Arhivirana inačica izvorne stranice od 12. kolovoza 2019. (Wayback Machine) Satellites in Orbit (engl.)